# Arcey
|  | Per a altres significats, vegeu «Arcey (Costa d'Or)». |

Arcey és un municipi francès al departament del Doubs (regió de Borgonya - Franc Comtat. L'any 2007 tenia 1.353 habitants.

## Demografia

### Població
El 2007 la població de fet d'Arcey era de 1.353 persones. Hi havia 494 famílies de les quals 85 eren unipersonals (57 homes vivint sols i 28 dones vivint soles), 190 parelles sense fills, 195 parelles amb fills i 24 famílies monoparentals amb fills.
La població ha evolucionat segons el següent gràfic:

### Habitatges
El 2007 hi havia 531 habitatges, 506 eren l'habitatge principal de la família, 8 eren segones residències i 17 estaven desocupats. 497 eren cases i 29 eren apartaments. Dels 506 habitatges principals, 442 estaven ocupats pels seus propietaris, 60 estaven llogats i ocupats pels llogaters i 4 estaven cedits a títol gratuït; 1 tenia una cambra, 8 en tenien dues, 42 en tenien tres, 131 en tenien quatre i 324 en tenien cinc o més. 443 habitatges disposaven pel capbaix d'una plaça de pàrquing. A 210 habitatges hi havia un automòbil i a 258 n'hi havia dos o més.

### Piràmide de població
La piràmide de població per edats i sexe el 2009 era:
| Homes | Edats   | Dones |
| ----- | ------- | ----- |
| 0     | 95 o +  | 0     |
| 0     | 90 a 94 | 8     |
| 4     | 85 a 89 | 16    |
| 0     | 80 a 84 | 0     |
| 8     | 75 a 79 | 20    |
| 24    | 70 a 74 | 16    |
| 36    | 65 a 69 | 16    |
| 52    | 60 a 64 | 68    |
| 28    | 55 a 59 | 48    |
| 44    | 50 a 54 | 56    |
| 44    | 45 a 49 | 20    |
| 48    | 40 a 44 | 68    |
| 48    | 35 a 39 | 24    |
| 56    | 30 a 34 | 56    |
| 8     | 25 a 29 | 16    |
| 24    | 20 a 24 | 16    |
| 40    | 15 a 19 | 40    |
| 36    | 10 a 14 | 36    |
| 32    | 5 a 9   | 48    |
| 28    | 0 a 4   | 52    |

## Economia
El 2007 la població en edat de treballar era de 818 persones, 589 eren actives i 229 eren inactives. De les 589 persones actives 556 estaven ocupades (311 homes i 245 dones) i 33 estaven aturades (9 homes i 24 dones). De les 229 persones inactives 85 estaven jubilades, 64 estaven estudiant i 80 estaven classificades com a «altres inactius».

### Ingressos
El 2009 a Arcey hi havia 528 unitats fiscals que integraven 1.406,5 persones, la mediana anual d'ingressos fiscals per persona era de 20.252 €.

### Activitats econòmiques
Dels 43 establiments que hi havia el 2007, 3 eren d'empreses extractives, 1 d'una empresa alimentària, 1 d'una empresa de fabricació d'altres productes industrials, 11 d'empreses de construcció, 9 d'empreses de comerç i reparació d'automòbils, 2 d'empreses de transport, 1 d'una empresa immobiliària, 4 d'empreses de serveis, 8 d'entitats de l'administració pública i 3 d'empreses classificades com a «altres activitats de serveis».
Dels 15 establiments de servei als particulars que hi havia el 2009, 1 era una oficina de correu, 4 tallers de reparació d'automòbils i de material agrícola, 3 guixaires pintors, 3 lampisteries, 2 electricistes i 2 perruqueries.
L'únic establiment comercial que hi havia el 2009 era una fleca.
L'any 2000 a Arcey hi havia 7 explotacions agrícoles que ocupaven un total de 456 hectàrees.

## Equipaments sanitaris i escolars
L'únic equipament sanitari que hi havia el 2009 era una farmàcia. El 2009 hi havia 1 escola maternal i 1 escola elemental.

## Poblacions properes
El següent diagrama mostra les poblacions més properes.